# 박장범
박장범(1970년 1월 26일~)은 대한민국의 한국방송공사 사장이다. KBS 기자 출신이다. 윤석열 대통령 재가를 거쳐 2024년 12월 10일에 제27대 KBS 사장으로 취임하였다.

## 학력
- 대전대성고등학교
- 연세대학교 경제학과 학사
- 런던 대학교 저널리즘 석사

## 경력
| 연도                            | 사항                                         |
| ------------------------------- | -------------------------------------------- |
| -                               | 듀크대학교 미디어펠로우                      |
| 1994년 1월 1일~2024년 10월 18일 | KBS 기자                                     |
| -                               | KBS 보도본부 사회부 기자                     |
| -                               | KBS 보도국 경제부 기자                       |
| -                               | KBS 보도국 정치부 기자                       |
| -                               | KBS 보도국 9시뉴스편집부 기자                |
| -                               | KBS 보도국 국제팀 기자                       |
| -                               | KBS 보도본부 경제과학팀 기자                 |
| 2005년                          | KBS '특파원 현장보고 세계를 가다' 순회특파원 |
| 2011년                          | KBS 런던특파원                               |
| 2014년 8월 1일~2015년 12월 30일 | KBS 보도본부 시사제작국 시사제작2부 부장     |
| 2015년 12월 31일~2017년 1월 1일 | KBS 보도본부 통합뉴스룸 취재 사회2부 부장    |
| 2017년 1월 1일~2018년 4월 30일  | KBS 비서실장                                 |
| 2019년 7월~2022년 4월           | KBS 보도본부 통합뉴스룸 네트워크부 기자      |
| 2022년 4월~2022년 12월          | KBS 보도본부 재난미디어센터 기자             |
|                                 | KBS 사장 후보자                              |
| 2024년 12월 10일~               | 한국방송공사 사장                            |
| 2024년 12월 10일~               | 한국방송협회 부회장                          |
| 2024년 12월 10일~               | 사단법인 서울드라마어워즈 조직위원회 이사    |

## 방송
| 연도                              | 방송사 | 제목                         | 담당     | 비고  |
| --------------------------------- | ------ | ---------------------------- | -------- | ----- |
| 2004년 11월 1일~2005년 4월 28일   | KBS2   | 생방송 시사투나잇            | 진행     |       |
| 2005년~2006년                     | KBS1   | KBS 뉴스라인                 | 대리진행 |       |
| 2007년 4월 30일~2010년 12월 31일  | KBS1   | KBS 뉴스광장                 | 진행     |       |
| 2015년 2월 27일~2015년 12월 18일  | KBS1   | 생방송 심야토론              | 진행     |       |
| 2014년 8월 4일~2014년 8월 8일     | KBS1   | 시사진단                     | 임시진행 | [ 3 ] |
| 2023년 1월 15일~2023년 11월 12일  | KBS1   | 일요진단 라이브              | 진행     |       |
| 2023년 11월 13일~2024년 10월 18일 | KBS1   | KBS 뉴스 9                   | 진행     |       |
| 2024년 2월 7일                    | KBS1   | KBS 특별대담 대통령실을 가다 | 진행     |       |